# Difusió superficial

Figura 1. Model d'un únic adàtom que es difon per una xarxa de superfície quadrada. Tingueu en compte que la freqüència de vibració de l'adatom és més gran que la velocitat de salt als llocs propers. A més, el model mostra exemples tant de salts del veí més proper (recte) com dels salts del veí més proper (diagonal). No escalar sobre una base espacial o temporal.

La difusió superficial és un procés general que implica el moviment d'àtoms, molècules i cúmuls atòmics (adpartícules) en superfícies de materials sòlids. El procés generalment es pot pensar en termes de partícules que salten entre llocs d'adsorció adjacents a una superfície, com a la figura 1. Igual que en la difusió a granel, aquest moviment és típicament un procés promogut tèrmicament amb velocitats que augmenten amb l'augment de la temperatura. Molts sistemes mostren un comportament de difusió que es desvia del model convencional de salts del veí més proper. La difusió per túnels és un exemple particularment interessant d'un mecanisme no convencional en què s'ha demostrat que l'hidrogen es difon sobre superfícies metàl·liques netes mitjançant l'efecte de túnel quàntic.
Es poden utilitzar diverses eines analítiques per dilucidar els mecanismes i velocitats de difusió superficial, les més importants de les quals són la microscòpia d'ions de camp i la microscòpia de túnel d'escaneig. Tot i que, en principi, el procés es pot produir en una varietat de materials, la majoria dels experiments es realitzen en superfícies metàl·liques cristal·lines. A causa de limitacions experimentals, la majoria dels estudis de difusió superficial es limiten a molt per sota del punt de fusió del substrat, i encara s'ha de descobrir molt sobre com es produeixen aquests processos a temperatures més altes.
Les taxes i els mecanismes de difusió superficial es veuen afectats per una varietat de factors, com ara la força de l'enllaç superfície-adpartícula, l'orientació de la xarxa superficial, l'atracció i repulsió entre les espècies superficials i els gradients de potencial químic. És un concepte important en la formació de fases superficials, creixement epitaxial, catàlisi heterogènia i altres temes de la ciència de la superfície. Com a tal, els principis de difusió superficial són crítics per a la producció química i les indústries de semiconductors. Les aplicacions del món real que depenen molt d'aquests fenòmens inclouen convertidors catalítics, circuits integrats utilitzats en dispositius electrònics i sals d'halogenur de plata utilitzades en pel·lícules fotogràfiques.

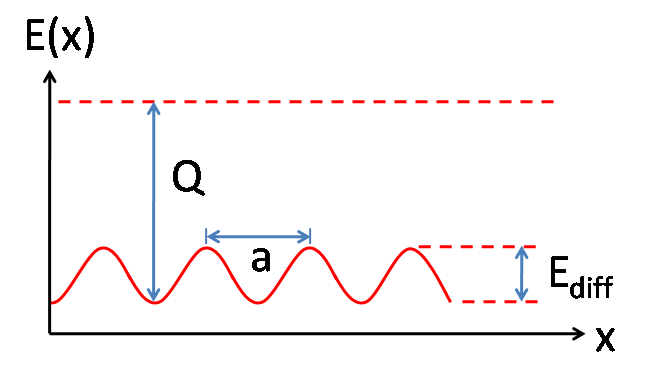
Figura 2. Esquema del paisatge energètic per a la difusió en una dimensió. x és el desplaçament; E(x) és energia; Q és la calor d'adsorció o energia d'unió; a és l'espai entre els llocs d'adsorció adjacents; E _{diff} és la barrera a la difusió.

## Cinètica
La cinètica de difusió superficial es pot pensar en termes d'àtoms que resideixen en llocs d'adsorció en una gelosia 2D, movent-se entre llocs d'adsorció adjacents (els més propers) mitjançant un procés de salt. La velocitat de salt es caracteritza per una freqüència d'intent i un factor termodinàmic que determina la probabilitat que un intent tingui èxit. Normalment, la freqüència d'intent ν és simplement la freqüència de vibració de l'àtom, mentre que el factor termodinàmic és un factor de Boltzmann que depèn de la temperatura i Ediff, la barrera d'energia potencial a la difusió. L'equació 1 descriu la relació:
{\displaystyle \Gamma =\nu e^{-E_{\mathrm {diff} }/k_{B}T}\qquad {\text{(eq. 1)}}}
On ν i E diff són els descrits anteriorment, Γ és la velocitat de salt o salt, T és la temperatura i k B és la constant de Boltzmann. Ediff ha de ser més petit que l'energia de desorció perquè es produeixi la difusió, en cas contrari els processos de desorció dominarien. És important destacar que l'equació 1 ens indica amb quina força varia la velocitat de salt amb la temperatura. La manera en què es produeix la difusió depèn de la relació entre Ediff i k B T tal com es dóna en el factor termodinàmic: quan Ediff < k B T el factor termodinàmic s'acosta a la unitat i Ediff deixa de ser una barrera significativa a la difusió.. Aquest cas, conegut com a difusió mòbil, és relativament poc freqüent i només s'ha observat en alguns sistemes. Per als fenòmens descrits al llarg d'aquest article, s'assumeix que Ediff >> k B T i, per tant, Γ << ν. En el cas de la difusió Fickiana és possible extreure tant el ν com Ediff d'una gràfica d'Arrhenius del logaritme del coeficient de difusió, D, versus 1/ T. Per als casos en què hi ha més d'un mecanisme de difusió (vegeu més avall), pot haver-hi més d'un Ediff de manera que la distribució relativa entre els diferents processos canviaria amb la temperatura.
Les estadístiques de caminades aleatòries descriuen el desplaçament quadrat mitjà de les espècies que es difonen en termes del nombre de salts N i la distància per salt a. El nombre de salts reeixits és simplement Γ multiplicat pel temps permès per a la difusió, t. En el model més bàsic només es consideren els salts del veí més proper i a correspon a l'espaiat entre els llocs d'adsorció dels veïns més propers. L'arrel de desplaçament quadrat mitjà és el següent:
{\displaystyle {\sqrt {\langle \Delta r^{2}\rangle }}=a{\sqrt {\Gamma t}}\qquad {\text{(eq. 2)}}}
El coeficient de difusió es dóna com:
{\displaystyle D={\frac {\Gamma a^{2}}{z}}\qquad {\text{(eq. 3)}}}
on {\displaystyle z=2} per a la difusió 1D com seria el cas de la difusió en el canal, {\displaystyle z=4} per a la difusió 2D, i {\displaystyle z=6} per a la difusió 3D.